# Choč
Choč je národní přírodní rezervace v Chočských vrších na Slovensku. Nachází se v katastrálním území obcí Vyšný Kubín, Valaská Dubová, Jasenová, Turík, Likavka, Lisková, Lúčky a Martinček v okrese Dolný Kubín a okrese Ružomberok v Žilinském kraji. Rezervace byla vyhlášena v roce 1982 s rozlohou 1 428,05 ha. Předmětem ochrany je soubor geologických, geomorfologických, botanických a zoologických hodnot vrcholové části pohoří. Leží na hoře Veľký Choč a několika sousedních vrších: Predný Choč, Malý Choč, Stredný Choč a Zadný Choč, Kýčera, Sokol a jiné. 